# EIGRP
EIGRP (англ. Enhanced Interior Gateway Routing Protocol) — протокол маршрутизации, разработанный фирмой Cisco на основе протокола IGRP той же фирмы. Релиз протокола состоялся в 1992 году. EIGRP использует механизм DUAL для выбора наиболее короткого маршрута.
Более ранний и практически не используемый ныне протокол IGRP был создан как альтернатива протоколу RIP (до того, как был разработан OSPF). После появления OSPF Cisco представила EIGRP — переработанный и улучшенный вариант IGRP, свободный от основного недостатка дистанционно-векторных протоколов — особых ситуаций с зацикливанием маршрутов — благодаря специальному алгоритму распространения информации об изменениях в топологии сети. EIGRP более прост в реализации и менее требователен к вычислительным ресурсам маршрутизатора, чем OSPF. Также EIGRP имеет более продвинутый алгоритм вычисления метрики DUAL (Diffusing Update ALgorithm), который может использовать 5 различных компонентов для расчета:
- Bandwidth (Пропускная способность). Минимальная пропускная способность для данного маршрута (а не сумма цен (cost) в отличие от OSPF).
- Delay (Задержка). Суммарная задержка на всём пути маршрута.
- Reliability (Надежность). Наихудший показатель надёжности на всём пути маршрута, основанный на keepalive.
- Loading (Загруженность). Наихудший показатель загруженности интерфейса на всём пути маршрута, основанный на количестве трафика проходящего через интерфейс и настроенном на нём параметре bandwidth.
- MTU. Минимальный размер MTU на всём пути маршрута.

По умолчанию, EIGRP использует только первые два компонента, так как надежность и загруженность — динамические величины, которые могут изменяться до нескольких раз в секунду. Соответственно, каждое изменение вызывает перерасчет метрики для маршрутов и использование процессорной мощности маршрутизатора до 100 %. MTU не является динамической величиной, но не используется по причине слабого влияния на метрику маршрута.
Стоит заметить, что усложнение формулы вычисления метрик приводит и к усложнению понимания метрики администратором. Хотя многие сторонники OSPF и считают, что, при прочих равных, EIGRP отрабатывает изменение топологии медленнее чем OSPF, но это скорее заблуждение, поскольку при малом количестве маршрутизаторов EIGRP отрабатывает быстрее, а при усложнении схемы дизайн и архитектура протокола OSPF требует более тщательного внедрения (создание зон и межзонных отношений), что также замедляет обмен маршрутами и усложняет количество вычислений требуемых для выбора лучшего маршрута. В итоге EIGRP работает сравнительно одинаково, а в некоторых простейших или наоборот более сложных топологиях даже быстрее чем другие, существующие на данный момент, протоколы маршрутизации.
Ещё одно преимущество протокола EIGRP в том, что он способен производить суммаризацию на любом маршрутизаторе на пути, поскольку является протоколом класса «вектор расстояния» (Distance Vector), информация передается от соседа к соседу, где каждый следующий выбирает только лучший маршрут, отдаваемый соседу.
Единственным недостатком протокола EIGRP на данный момент является его ограниченность в использовании оборудования только компании Cisco. Хотя в феврале 2013 года Cisco открыла EIGRP, его внедрение в маршрутизаторы других производителей официально не объявлено.
Поддерживаемые протоколы: IP, IPX, AppleTalk.